# Deutscher Ginster
Der Deutsche Ginster (Genista germanica) ist eine Pflanzenart aus der Gattung der Ginster (Genista) innerhalb der Familie der Hülsenfrüchtler (Fabaceae).

## Beschreibung

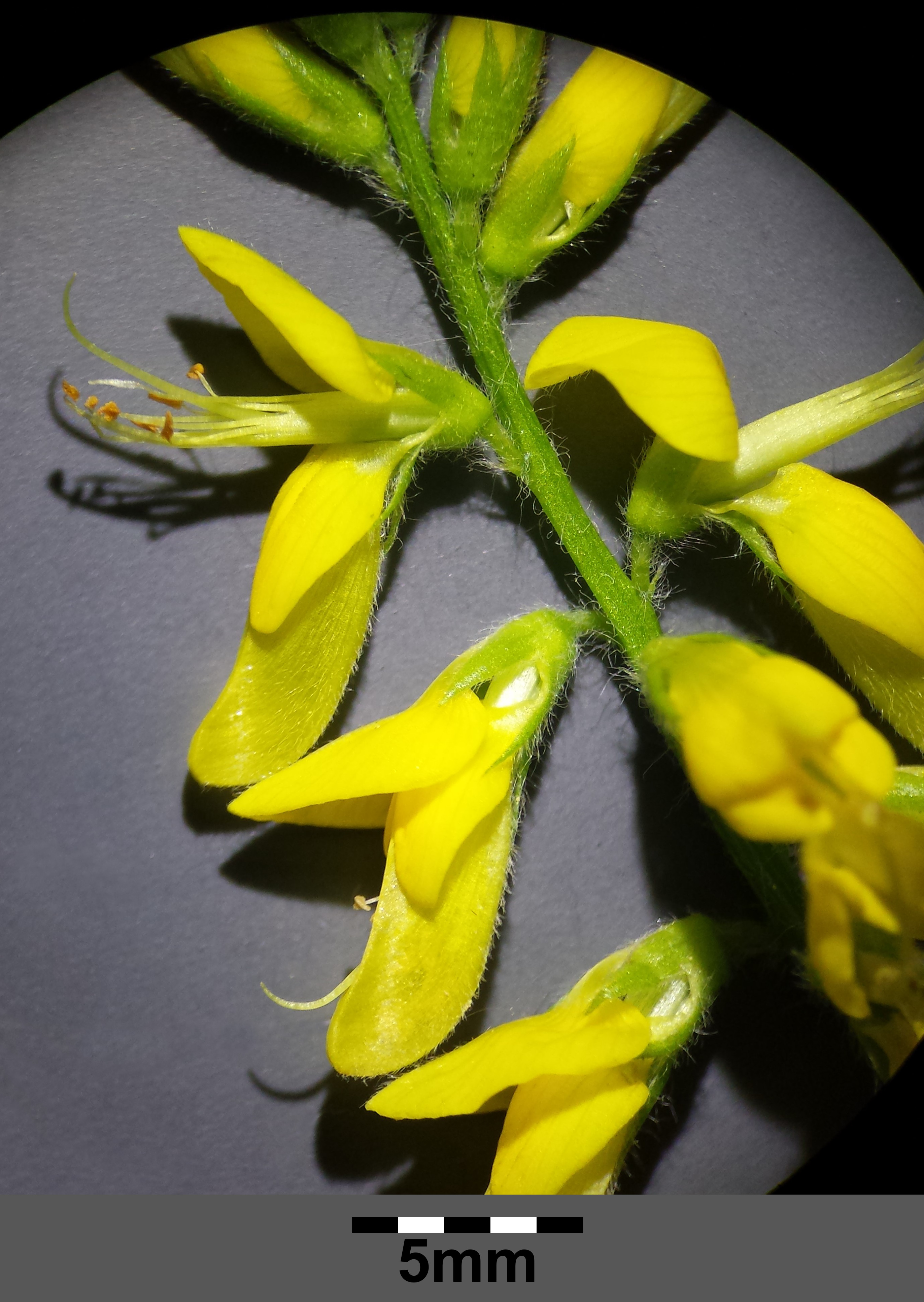
Ausschnitt eines Blütenstandes

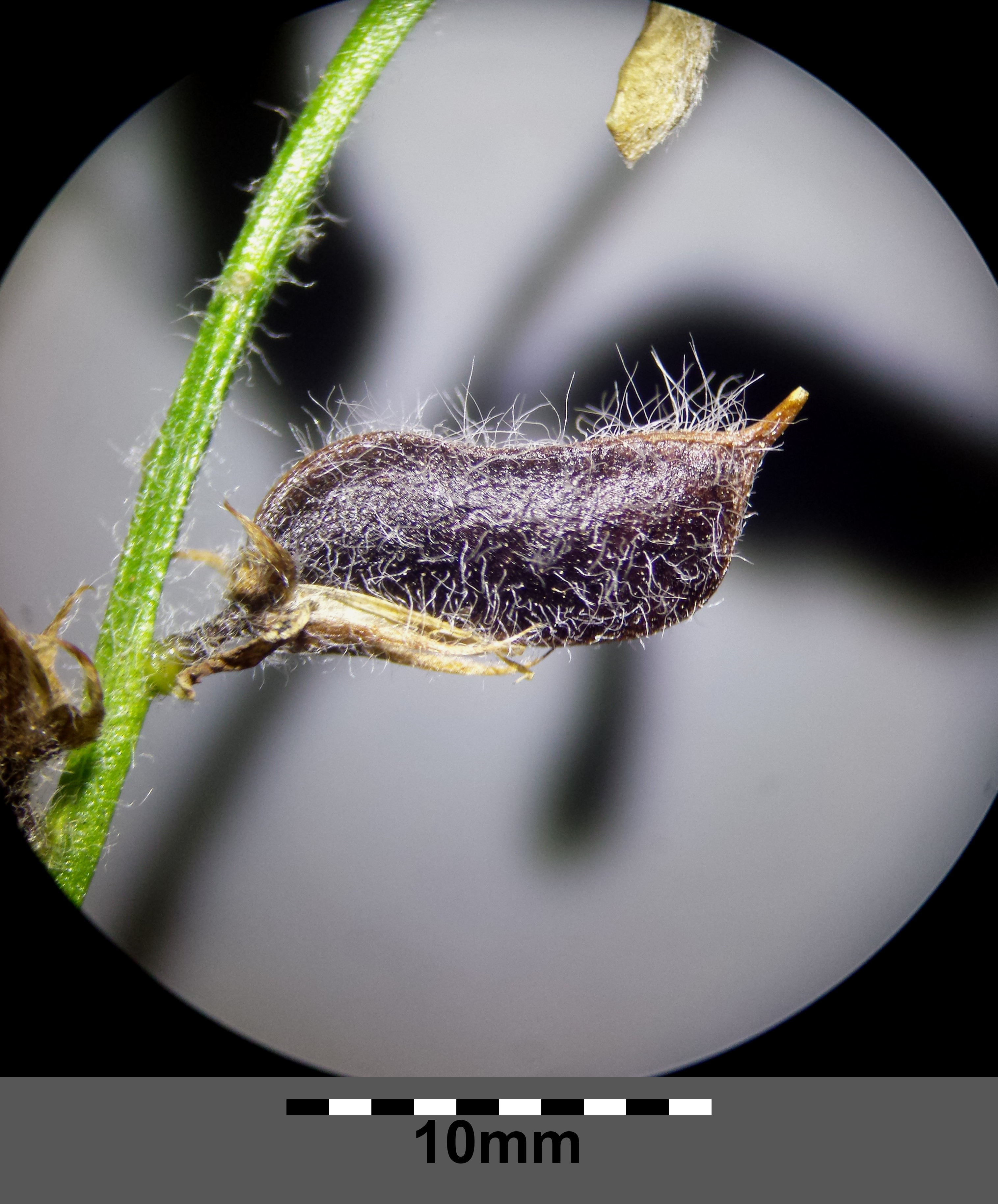
Hülsenfrucht

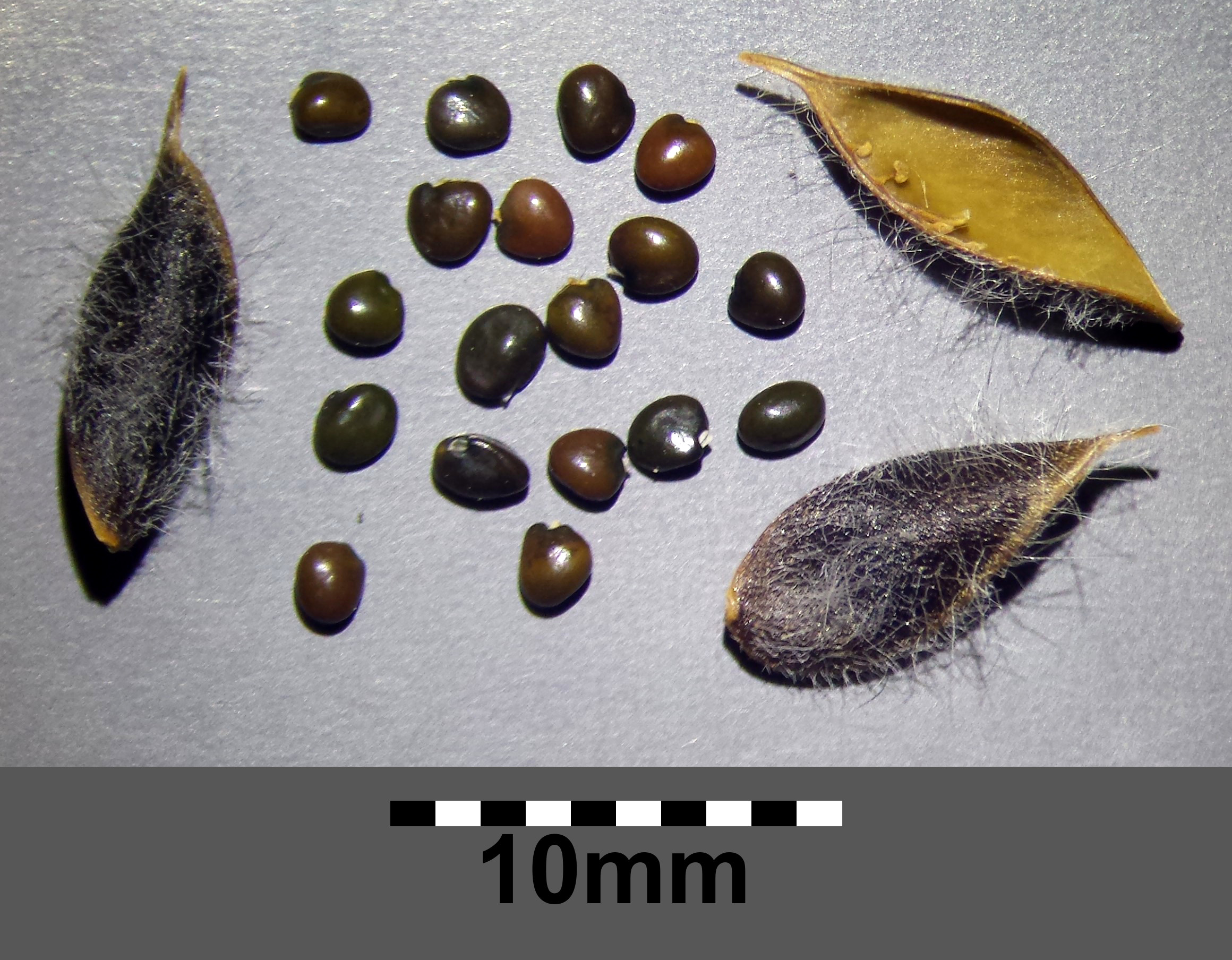
Geöffnete Früchte mit Samen

### Vegetative Merkmale
Der Deutsche Ginster ist ein Halbstrauch mit einer Wuchshöhe von 20 bis 60 Zentimetern. Die Sprossachsen sind aufrecht bis aufsteigend. Die Rinde junger Zweige ist grün, dicht behaart und sie sind dornenlos. Die Rinde älterer Zweige ist braun, kahl und sie tragen bis zu 2,5 Zentimeter lange, grüne Dornen, die im unteren Stängelbereich verzweigt sind.
Die Laubblätter sind fast sitzend. Die ungeteilte Blattspreite ist bei einer Länge von 10 bis 20 Millimetern sowie einer Breite von 4 bis 8 Millimetern schmal-eiförmig bis lanzettlich. Die Blattflächen sind grasgrün, die -unterseite behaart, die -oberseite kahl. Der Blattrand ist ganzrandig und mit abstehenden Haaren „besetzt“.

### Generative Merkmale
Die Blütezeit reicht von Mai bis August. Die Blüten sind in endständigen, 3 bis 5 Zentimeter langen traubigen Blütenständen angeordnet. Die Blütenstiele sind kurz und abstehend behaart. Die Tragblätter sind schmal und halb so lang wie die Blütenstiele.
Die zwittrige Blüte ist als Schmetterlingsblüte zygomorph und fünfzählig mit doppelter Blütenhülle. Der Blütenkelch ist abstehend behaart. Er hat eine gespaltene Oberlippe und eine dreizähnige Unterlippe. Die goldgelbe Blütenkrone besitzt die Form einer Schmetterlingsblüte und ist 8 bis 12 Millimeter lang. Sie wird beim Trocknen grün. Die Fahne ist eiförmig und spitz. Das Schiffchen iste flaumhaarig und offen.
Die Hülsenfrucht ist bei Reife schwarzbraun, 8 bis 15 Millimeter lang, 3 bis 5 Millimeter breit, dicht behaart und enthält zwei bis fünf Samen. Die glänzend braunen Samen sind linsenförmig.
Die Chromosomenzahl beträgt 2n = 42 oder 44.

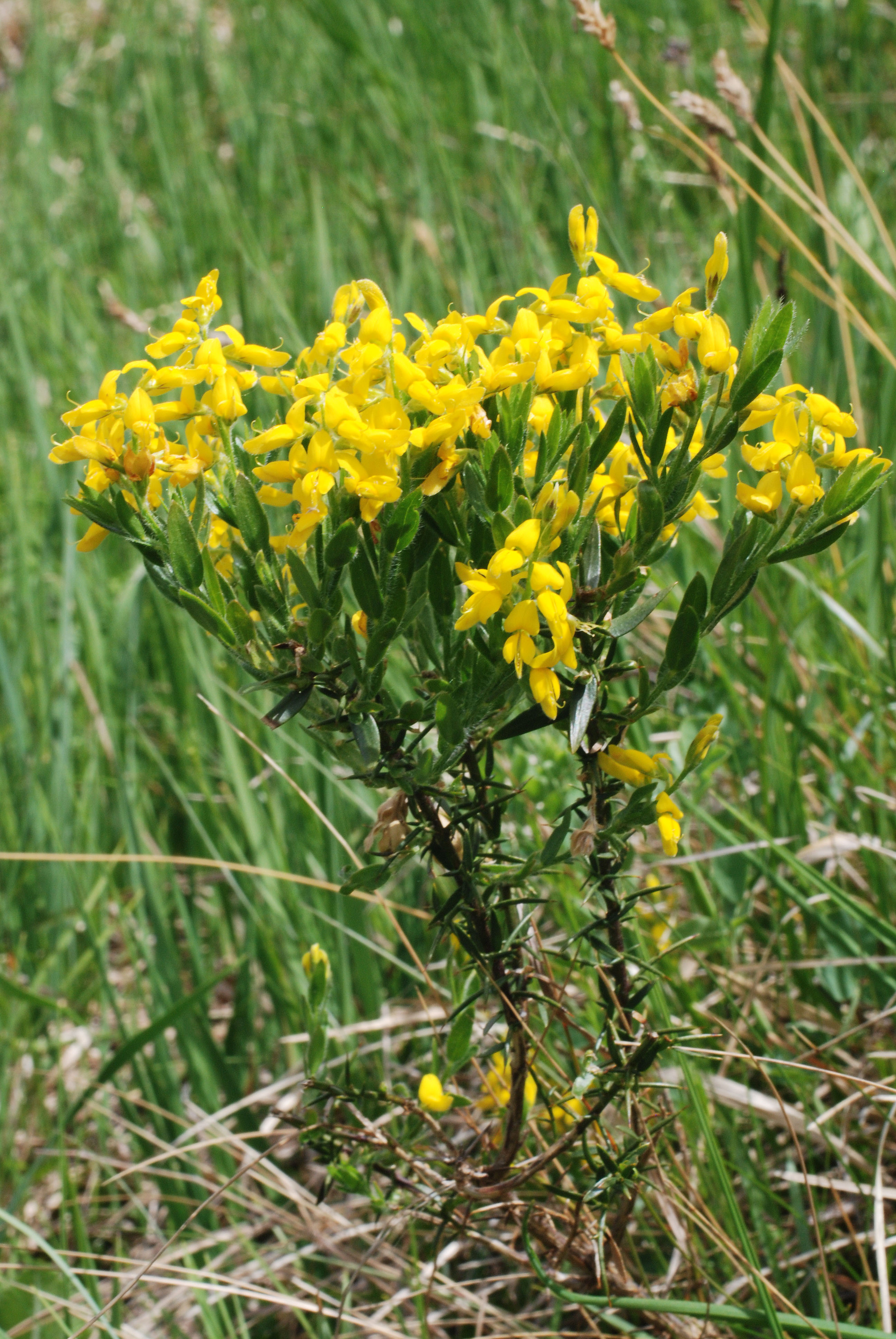
Habitus

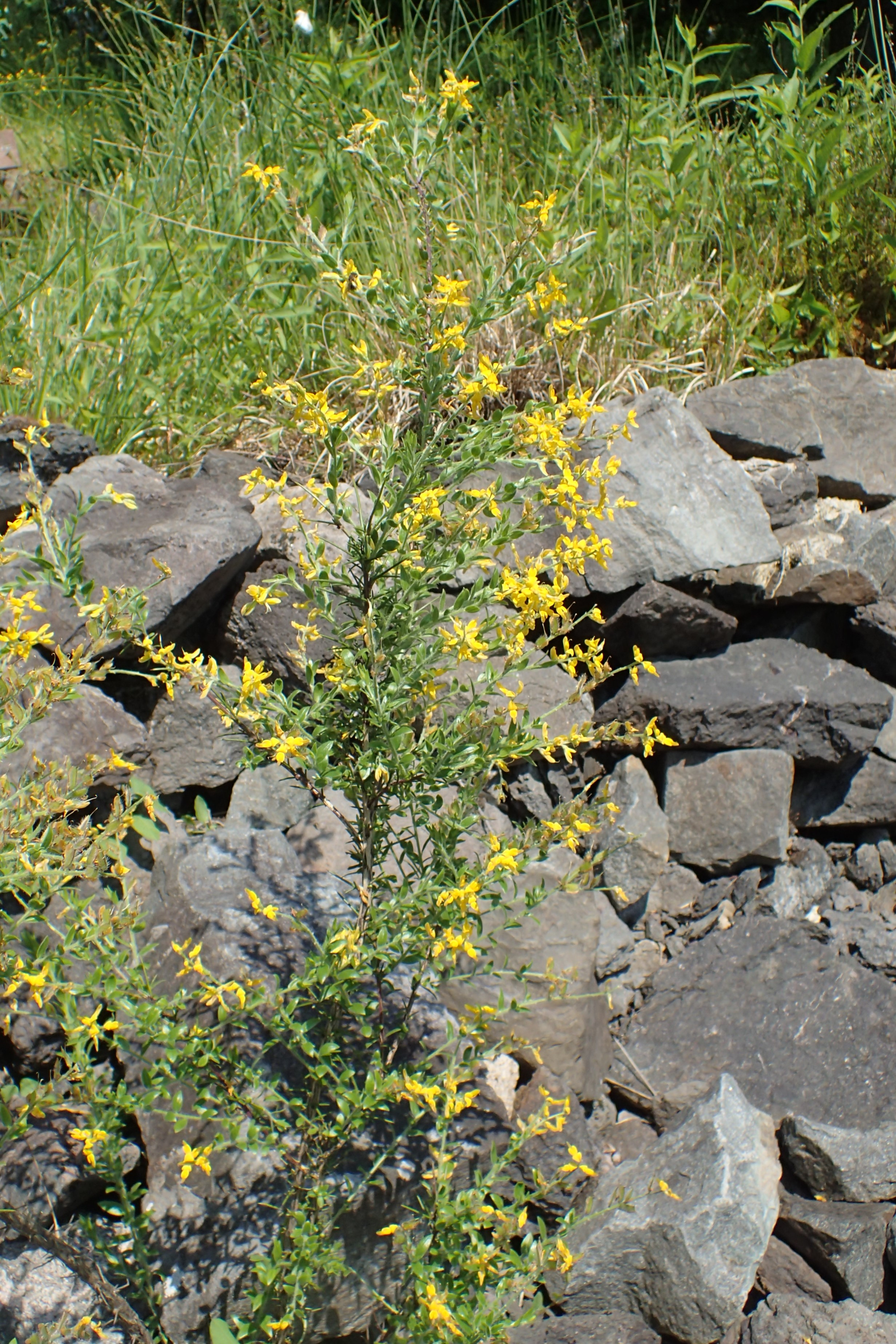
Habitus

### Inhaltsstoffe und Giftigkeit
Die Sprossachsen enthalten Gerbstoffe und, ähnlich wie der Färber-Ginster, einen gelben Farbstoff.
Der Deutsche Ginster ist durch Chinolizidinalkaloide giftig, besonders die Samen, die wie die Blüten bei einem Gesamtalkaloidgehalt von bis 0,25 % v. a. Cytisin enthalten. Die grünen Pflanzenteile enthalt vor allem Spartein.

## Vorkommen
Das Verbreitungsgebiet reicht im Süden bis ins südwestliche Frankreich, das mittlere Italien und Bulgarien, im Norden bis ins südliche Schweden, im Osten bis ins westliche Russland. Im eigentlichen Mittelmeerraum fehlt der Deutsche Ginster. Das Verbreitungsgebiet umfasst die Länder Frankreich, Korsika, Italien, Deutschland, Belgien, die Niederlande, Dänemark, Schweden, Litauen, die Schweiz, Österreich, Ungarn, die frühere Tschechoslowakei, Polen, Russland, Belarus, die Ukraine und Rumänien. In Bulgarien ist die Ursprünglichkeit zweifelhaft. In Litauen und Estland wurde die Art eingeführt.
Er gilt in Österreich als regional gefährdet (im westlichen Alpengebiet, im nördlichen Alpenvorland und im pannonischen Gebiet, in Vorarlberg fehlt er). In Deutschland ist er in Mecklenburg-Vorpommern, Schleswig-Holstein und Niedersachsen vom Aussterben bedroht, in etlichen anderen Bundesländern gefährdet oder stark gefährdet.
Der Deutsche Ginster ist ein Säurezeiger und „meidet“ Kalkgebiete. Die Art wächst häufig auf trockenen Sandböden, besonders in Heiden, lichten (Eichen-)Wäldern und auf Magerwiesen. Sie kommt in der kollinen und montanen Höhenstufe vor, in den Süd-Alpen steigt sie bis in eine Höhenlage von 2300 Metern auf, nördlich davon nur bis 1800 Metern. Pflanzensoziologisch ist sie in Mitteleuropa eine Charakterart der Assoziation Genisto germanicae-Callunetum aus dem Verband Genistion pilosae.
Die ökologischen Zeigerwerte nach Landolt et al. 2010 sind in der Schweiz: Feuchtezahl F = 2w+ (mäßig trocken aber stark wechselnd), Lichtzahl L = 3 (halbschattig), Reaktionszahl R = 2 (sauer), Temperaturzahl T = 3+ (unter-montan und ober-kollin), Nährstoffzahl N = 2 (nährstoffarm), Kontinentalitätszahl K = 4 (subkontinental).

## Taxonomie
Die Erstveröffentlichung von Genista germanica erfolgte 1753 durch Carl von Linné in Species Plantarum, Tomus II, S. 710. Ein Homonym ist Genista germanica Brot., das Felix de Avellar Brotero 1804 in Flora Lusitanica, 2, S. 90 veröffentlicht hat. Das Epitheton "germanica" hatte Linné von Caspar Bauhin übernommen.

## Trivialnamen
Für den Deutschen Ginster bestehen bzw. bestanden auch die weiteren deutschsprachigen Trivialnamen: Erdpfriemen, Ginst, Ginster, Heideblüh / Hoadenblüh (Salzburg), Stechend Pfriemen, Stachelpfriemen, Stäckheide (Delmenhorst), Stechheide (Delmenhorst) und Wrietkrut (Mecklenburg).